# Unterseeboot 867
L'Unterseeboot 867 (ou U-867) est un sous-marin allemand utilisé par la Kriegsmarine pendant la Seconde Guerre mondiale.

## Historique
Après sa formation à Stettin en Poméranie au sein de la 4. Unterseebootsflottille jusqu'au 31 août 1944, l'U-867 est affecté dans une formation de combat à la base sous-marine de Bergen, dans la 11. Unterseebootsflottille.
L'U-867 est coulé le 19 septembre 1944 dans l'Atlantique Nord au Nord-Ouest de Bergen, à la position géographique 62° 15′ N, 1° 50′ E par les charges de profondeurs lancées d'un bombardier lourd de l'armée britannique Consolidated B-24 Liberator de l'escadron Sqdn. 224/Q. Il était en route pour installer une seconde station météorologique automatique au Canada.
Précédemment endommagé par des Mosquito du Sqn 248, l'équipage se tenait prêt à évacuer : les soixante-et-un sous-mariniers survivent à ces attaques.

## Affectations successives
- 4. Unterseebootsflottille du 12 décembre 1943 au 31 août 1944
- 11. Unterseebootsflottille du 1er septembre 1944 au 19 septembre 1944

## Commandement
- Kapitän zur See  Walter Pommerehne du 12 décembre 1943 au 19 septembre 1944

## Installation d’une station météorologique sur la côte canadienne
En octobre 1943, les Allemands, ayant mis au point des stations météorologiques automatiques dénommées Wetter-Funkgerät Land, décident d’en installer une première (nommée WFL-26) en un point isolé de la côte Nord du Canada, mission confiée au U-537. La station est mise en place et cesse d'émettre deux jours après. En septembre 1944, la même mission est confiée au U-867, coulé le 19 septembre.

## Navires coulés
L'U-867 n'a ni coulé, ni endommagé de navire ennemi au cours de l'unique patrouille qu'il effectua.